# 834.194
『834.194』（はちさんよんいちきゅうよん）は、日本のロックバンド・サカナクションの7作目のオリジナルアルバム。2019年6月19日にビクターエンタテインメント内のレーベル・NF Recordsより発売された。本項では、2019年から2020年にかけて開催されたアルバムのリリースツアー、および映像作品などについても記述する。

## 概要
サカナクションのオリジナルアルバムとしては、前作『sakanaction』より約6年3か月ぶりとなる作品で、それまでのキャリアの半分をかけて制作された。2019年3月7日、フロントマン・山口一郎がパーソナリティを務める『サカナLOCKS!』（TOKYO FM）にて、本アルバムのリリースが発表された。
本アルバムは、通常盤と完全生産限定盤A・完全生産限定盤Bの3形態で発売され、各形態ともCD2枚組で、各9曲ずつの合計18曲が収録されている。また、完全生産限定盤には、ボーナストラック「years (Setsuya Kurotaki "NF Remix")」のダウンロードコードが封入されるほか、付属のBlu-ray・DVDには、2017年5月9日に新木場スタジオコーストにて開催された「サカナクション デビュー10周年記念イベント "2007.05.09 - 2017.05.09"」の映像が収録されている。
アルバム全体のコンセプトは「作為性と無作為性」または「札幌と東京」であり、アルバムタイトル『834.194』は、札幌時代にバンドが活動拠点としていた「スタジオ・ビーポップ」と、現在レコーディングの際に使用している東京の「青葉台スタジオ」を直線で結んだ距離（834.194km）に由来している。
収録曲の原曲は、山口によって制作され、それをメンバーでアレンジし、完成させたという。レコーディングは、東京の青葉台スタジオとソイ・スタジオにて行われ、大半の楽曲のサウンドプロデュースは、青葉台スタジオのチーフエンジニア・浦本雅史が務めた。CD2枚に分けて収録された楽曲のうち、DISC 1はポップでアッパーな楽曲を中心に構成されているのに対し、DISC 2はノスタルジックでディープな楽曲を中心に構成されている。
批評家は、本アルバムを肯定的に評価しており、2010年代のバンドの音楽活動とも結びつけながら批評を行っている。オリコンでは、最高位2位を記録し、日本レコード協会よりゴールドディスク認定を受けている。
本アルバムのプロモーションとして「ナイロンの糸」「忘れられないの」「モス」の3曲のミュージックビデオが制作されている。本アルバムを引っ提げたツアーとして、アリーナツアー「SAKANAQUARIUM2019 "834.194" 6.1ch Sound Around Arena Session」が開催され、中国での追加公演も開催された。
2020年には、日本全国のホールを巡る「SAKANAQUARIUM2020 "834.194 光"」を開催したが、新型コロナウイルス感染症の感染拡大を受け、約半数の公演が開催中止となった。これを受けた代替企画として、8月15日・16日、自身初となるオンラインライブ「SAKANAQUARIUM 光 ONLINE」を開催。

## 背景とリリース

### 2013年 - 2014年初頭：前作『sakanaction』のヒットからシングル「グッドバイ/ユリイカ」リリースまで
2013年3月15日、サカナクションは6枚目のオリジナルアルバム『sakanaction』をリリース。本アルバムは、20万枚以上を売り上げ、オリコン1位を獲得、アルバムツアー「SAKANAQUARIUM2013 "sakanaction"」は、8万人の動員を達成した。さらに、年末には『第64回NHK紅白歌合戦』にも出場し、躍進の年となった。
さらに本年には、映画『バクマン。』劇伴と主題歌の制作依頼を初めとした、新たなタイアップの企画が持ち上がるようになったが、山口は『sakanaction』のリリース、およびツアーをやり終えた後に新しい目標を見つけたいという感情と折り合いがつかず、この状況に悩みを抱いていた。
この時期に制作されていた楽曲は、東進ハイスクールのCMソング「さよならはエモーション」と、映画『ジャッジ!』主題歌「ユリイカ」であったが、これらの楽曲制作のためのスタジオでの作業中に突如出来た楽曲が「グッドバイ」であった。先述の2曲の制作にかなり苦労していた中で、自然に出来た本楽曲について、山口は雑誌インタビューで以下のように述べている。
| 「                                                                     | [中略]「さよならエモーション」のAメロとBメロを作らなきゃいけなくて、ひとりでスタジオ籠ったんだよね。そこでアコギを弾き語りしてた時に、勝手に出てきたのが「グッドバイ」だったから。なんかさ、久々に「歌を聴いて欲しい」と思ったんだよね。 | 」 |
| —山口一郎（『MUSICA』（特集：THE YEAR in MUSIC 2013）2014 vol.81より） | |    |

この弾き語りを聴いたスタッフからも好評だったこともあり、山口は「グッドバイ」を東進ハイスクールのテレビCMに使用し、9枚目のシングルを「さよならはエモーション/ユリイカ」ではなく「グッドバイ/ユリイカ」として、両A面シングルでリリースしたいと考えていた。
しかしこの時、すでに東進のCMは「さよならはエモーション」の音源を用いた状態で完成していたため、一時はそれが叶わないこととなり、山口は酷く落ち込んだという。
これがきっかけとなり、精神的にかなり不安定に陥ってしまった状況に危機感を覚えた山口は、スタッフになんとか「グッドバイ」を『sakanaction』以後の初リリースとなる作品にしたいと相談したところ、タイアップに使用する曲は変更できないものの、シングルとしてリリースする楽曲の調整はできることとなった。
こうして2014年1月15日、先に制作を開始していた「さよならはエモーション」を一旦差し置き「グッドバイ/ユリイカ」を9枚目のシングルとしてリリース。
この2曲は、ミドルテンポ、かつミニマルな構成の楽曲であったことから、関係者からは楽曲としての完成度は評価されつつも、これらの楽曲を『sakanaction』でオリコン1位を獲得した直後にリリースすることには、当初反対が相次いだという。
しかし、山口にはこの2曲について「マジョリティの中のマイノリティ」というバンドの立ち位置を確立したいという強い意向があったため、リリースに踏み切ったことを語っている。この時期に打ち立てられた「マスからのドロップアウト」というコンセプトは、その後何度か解釈・表現の仕方を変えつつも、最終的なアルバムの完成まで受け継がれることとなる。

### 2014年・2015年：NF発足・シングル「新宝島」の完成まで
9枚目のシングルとして「グッドバイ/ユリイカ」をリリースした直後から、ホールツアー「SAKANAQUARIUM2014 "SAKANATRIBE"」をスタートしたが、この時期にメンバーの岡崎が、精神面でのスランプに陥った。
ライブなどで演奏することは出来たものの、制作の際に自身からアイデアを出すことは、不可能な状況にあった。これに加え山口も、前述した「グッドバイ」のリリースを巡る件で、精神的に不安定な状況が続いていた。
外から見たバンドの状況としては『sakanaction』で、自身初のオリコン1位を獲得し、紅白歌合戦への出場を決め、さらなるタイアップの契約も進んでおり、順風満帆とみられていたが、メンバー間での内情は下降の一途を辿っており、当時について江島は「正直もう終わった」とまで考えていた時期もあった、と後に語っている。
2014年5月、映画『バクマン。』の劇伴・主題歌の最初に設定された締め切りが、この時期に設定されていたが、前述の事情により、順調に制作を行える状況ではなかったため、同年の秋ごろに引き延ばされることとなった。
10月には、10枚目のシングル「さよならはエモーション/蓮の花」を両A面シングルでリリース。ここで発表された2曲についても「グッドバイ」「ユリイカ」と同様「マジョリティの中のマイノリティ」というバンドの立ち位置を表現する意図があったと語っている。
11月末、翌月に公開を控えた『バクマン。』のダビングステージ作業に合わせ、劇伴の制作を完了させることは出来たものの、主題歌は、山口による歌詞の執筆が思うように進行しなかったため、完成させることが出来ず、さらに締め切りを延ばすこととなった。
バンドでは『バクマン。』に関連した楽曲を1枚のアルバムとしてリリースするアイデアもあり、7枚目のオリジナルアルバムには収録されない可能性もあった。最終的に主題歌をシングルとしてリリースすることを決定してから、山口は映画のストーリーと当時掲げていた7枚目のアルバムのコンセプトである「東京」というテーマを包括した歌詞の制作を目指したものの、納得のいくものを仕上げられないまま、11月の締め切りを過ぎることとなった。当時について、山口はかなり「ヤバイ」と思っていた、と後に語っている。
2015年1月3日、NHK総合にて放送された特別番組『NEXT WORLD 私たちの未来』初回放送にて、Rhizomatiks・ANREALAGE・三田真一らと共に「30年後の未来のライブ」をイメージしたパフォーマンスを行った。また、この放送に合わせ、同日の正午よりUstreamで行われた配信にて、草刈が数年前に婚約していた一般男性との間に第一子を妊娠していたことと、それに伴った産休のために、レコーディングは行うものの、ライブ活動をしばらく休止することを発表。
発表後は約半年間、山口は『バクマン。』主題歌「新宝島」の歌詞執筆、草刈は出産の準備、残りのメンバーは過去作品のハイレゾ配信、およびアナログ盤やカップリングアルバム発売に向けたリマスタリング作業という形で、それぞれのタスクを進行する期間が続いた。
7月2日・3日、カルチャーイベント「NIGHT FISHING」を恵比寿リキッドルームにて開催。ライブ活動を休止している中、このタイミングでイベントの開催に踏み切ったのには、前述の『NEXT WORLD』の放送と草刈の産休が重なったことが要因となっている。番組にて、異なる分野のクリエイターと作業を行い、話をした際に、音楽と他のカルチャーとの結びつきが弱い現状を打開する必要性に気づいたこと、そういった音楽と音楽以外のカルチャーを結びつける空間をオーガナイズするには、ライブ活動を休止している当時のタイミングしかなかった、と山口は語っている。
8月5日、カップリングアルバム『懐かしい月は新しい月 〜Coupling & Remix works〜』をリリース。9月1日には、山口は「新宝島」のレコーディングを終えた旨をインスタグラムで報告した。9月11日には「NIGHT FISHING」のイベント名を「NF」と改め、第1弾を恵比寿リキッドルームにて開催。
9月30日、バンドの自主レーベル・NF Recordsより、11枚目のシングルとして「新宝島」をリリース。10月から翌2016年春にかけて「NF」の開催や、ショートフィルム「Miu Miu」の劇伴制作を挟みつつ、シングルの実質的なリリースツアーとなる「SAKANAQUARIUM 2015-2016 "NF Records launch tour"」で全国を回った。
2015年の「NF」発足を初めとした音楽以外の文化との関わりを積極的に持ち始めた時期に関して、山口は
| 「                                                                    | [中略] 常々サカナクションはオーバーグラウンドとアンダーグラウンドを行ったり来たりするバンドだって言ってるけど、じゃあアンダーグラウンドってなんなの？どこに連れて行ったらいいの？そもそも僕らはそこでどんな体験をみんなにしてもらいたいの？っていう、その行き着く先を作らないことには「新宝島」は完成できないんだ、と | 」 |
| —山口一郎（『MUSICA』（COVER STORY サカナクション）2019 vol.147より） | |    |

と振り返っており、新曲を完成させるためにも必要なステップであったとしている。ただし、他のメンバーはこの時期の山口の文化的な活動に関して、基本的には肯定的に捉え、理解を示しつつも、音楽活動とのバランスを取るのに苦労していた面もあったことを指摘している。
| 「                                                                    | 俺はミュージシャンがそういう活動をすることに対してはまったく否定的ではないし、もちろん一郎は一郎で凄く頑張ってるなと思ってるし、なんとかしてロックバンドのフォーマットを壊そうとして試行錯誤してるのもわかってるから、なんだよあいつ、みたいなことはまっっったく思ってないんだけど、ただ、全然正解を見つけられてないなとは思っていて。 | 」 |
| —江島啓一（『MUSICA』（COVER STORY サカナクション）2019 vol.147より） | |    |

| 「                                                                    | 僕もいろんな活動をすることに対しては全然反対じゃないんですけど、ただ、それは土台となるバンドがしっかりしてた上でやったほうが理想的なので。だからこそ、サカナクションとしてのアルバムを早く出したかったんですよね。 | 」 |
| —岩寺基晴（『MUSICA』（COVER STORY サカナクション）2019 vol.147より） | |    |

このように、当初は山口と他のメンバーとの間でモチベーションに差はあったものの、音楽以外の文化と関わる経験を重ね、それを自身の音楽制作へと還元していく活動スタイルが、この時期から徐々に形成されていき「多分、風。」以降の楽曲制作へと繋がっていくこととなる。

### 2016年 - 2018年春：富ヶ谷セッション・ベストアルバム『魚図鑑』のリリースまで
「新宝島」が完成し、草刈が復帰してからは、5人での音楽制作のリズムを作り直す時期がしばらく続いた。「新宝島」の制作後、岩寺と江島で「多分、風。」を、江島と岡崎で「陽炎」の制作を開始したが、草刈は子育てのために、以前よりもスタジオに滞在できる時間が短くなり、岡崎は依然としてスランプからの回復の途中にあったことが重なり、なかなかバンドのペースを取り戻すことができずにいた。
2015年の後半から「NF」を初めとした音楽制作のモチベーションを向上させる様々な試みを行ったにもかかわらず、新しい活動スタイルを確立出来ない状況に不安を感じていたと、江島は振り返っている。
2016年10月19日、12枚目のシングル「多分、風。」をリリース。この時期は、新アルバムに向けて本格的に動き始めてはいなかったものの「郷愁」や「東京」というコンセプトをもとに、アルバムの構想を練っていたことを山口が当時のインタビューで語っている。
山口は、前述したバンドのペースを取り戻すことが出来ていない状況に変化を与えるため、自宅とは別にバンド専用のスタジオを新たに作ることを提案し、2017年の8月に富ヶ谷にプライベートスタジオ「Silent Studio」を設立。スタジオの設備やコンセプトについては、2018年6月3日に放送されたテレビ朝日系『関ジャム 完全燃SHOW』や『サウンド&レコーディング・マガジン』2019年8月号にて解説されている。
さらに山口は、新しい環境を整備したとしても、目標がないままでは制作が進まないと考え、新たに「AOR」というテーマを提示し、新曲の試作に取りかかり始める。プライベートスタジオにて制作をしていた期間（メンバーは「富ヶ谷セッション」と呼称している）に、1人が持ち寄ったメロディやコード進行を他のメンバーと共に練り直したり、当時よく聞いていた音楽の共有を行ったりしたことで、徐々にバンドの調子を取り戻すことができたという。
しかし、この富ヶ谷セッションにて新たに制作された音源は、完成度には概ね満足していたものの、バンドの音楽ではないという山口の判断から、全てボツとなった。ただし、このような結果になったものの、富ヶ谷での期間が無駄になったと考えるメンバーはおらず、全員で同じ感覚を再び共有するための試運転という目標は達成できたとしている。
また、当時の音源は、新アルバムに使用されていないながらも、この時期に獲得したAORの音楽性や演奏技術により、後に「忘れられないの」を生み出すことができたと振り返っている。特に、演奏技術に関しては、この時期、岩寺に「覚醒」が起きた、と山口は語っている。
富ヶ谷セッションを経た後、以前からデモ音源のあった「陽炎」を映画『曇天に笑う』主題歌として完成させる作業がスタート。同時に、映画のオープニングテーマとして「SAKANAQUARIUM 2015-2016 "NF Records launch tour"」にて披露した「SAKANATRIBE -TRANCE MIX-」のリアレンジ作業も行っていたが、富ヶ谷セッションの時期のような雰囲気ではなく、目の前の締め切りに間に合わせることで精一杯であったという。
完成前の「陽炎」は、2017年4月7日に開催された「SAKANAQUARIUM 2017 高崎アリーナオープン記念ライブ」以降、ライブでも演奏されていたが、2017年の間に音源としてリリースされることはなかった。メジャーデビュー10周年でありながらも、2017年にリリースされた音源は、YouTubeにてミュージックビデオが公開された「SORATO」1曲のみであり、シングル・アルバム共にCDの発売は無く、映像作品のリリースも無かった。
2018年3月28日、ベストアルバム『魚図鑑』をリリースし『sakanaction』以来となるオリコン1位を獲得する。当初、本アルバムには「グッドバイ」から「多分、風。」までの楽曲を含めた全てのシングルを収録するアイデアも浮上していた。しかし、もし実際に全てのシングルを収録してしまうと「グッドバイ」「ユリイカ」「さよならはエモーション」「蓮の花」のマジョリティからの脱却を試みた時期を経ての「新宝島」「多分、風。」への再浮上というストーリーを表現する機会が失われてしまうことに気づき、最終的に「新宝島」「グッドバイ」を除いたシングル曲は収録されなかった。
こうしてリリースされた本アルバムが高く評価されたことで、山口の中では次のオリジナルアルバムで表現するべきコンセプトが明確になり、アルバム制作に向けて、本格的に動き出すきっかけとなったという。一方、他のメンバーは、出来ることであれば、このタイミングでベストアルバムではなく、オリジナルアルバムを完成させたかったという思いもあったため、いくらかネガティブな気持ちも抱えていたという。

### 2018年夏 - 2019年3月：新アルバムのリリース発表まで
『魚図鑑』のリリース直後は、山口と他のメンバー間で、新アルバムへのモチベーションに差が生じていたが、その後の夏フェスシーズンが終了した後に「ナイロンの糸」「忘れられないの」「モス」の3曲のレコーディングを始めた時期からは、メンバー全員がアルバム制作を本格的に取り組むようになった。ここでほぼ完成していた3曲は、11月末から12月初頭にかけて開催された「SAKANAQUARIUM2018 "魚図鑑ゼミナール" VISUAL LIVE SESSION」以降のライブで披露された。
また、本公演の3日目、12月2日の夜に開催されたクラブイベント「NF#11 at EX THEATER ROPPONGI」にて、前身バンド・ダッチマン時代の楽曲「セプテンバー」を弾き語りで披露。本楽曲は、山口が10代の頃に制作されたものであるが「NF」での観客の反応に手応えを感じたことで、札幌時代のいわゆる「自分たちのためだけに作った曲」でも、今のバンドのファンには評価されることに気づいたという。
また、この気づきをきっかけに、山口は『sakanaction』以降から続いていた自身の中の葛藤の正体が、札幌で音楽を作っていた時代の感覚をいかに現在の楽曲に再び取り込むことができるか、無作為性をいかに作為的に作りだすことができるかというものであったことを発見し、その葛藤は「札幌と東京」という2つの場所をコンセプトにすることで、アルバムとして表現できるという結論にようやくたどりついた。
翌年の3月7日、山口が『サカナLOCKS!』にて、新アルバムを4月24日にリリースすることを正式に発表し、ここで初めて東京と札幌の距離を元にした『834.194』というタイトルが公開された。

### 2019年3月 - 6月19日：アルバム発売延期とリリースまで
3月28日、山口は『サカナLOCKS!』にて、アルバムのリリース日をおよそ2か月延期することを発表した。延期の主な要因は、山口が「忘れられないの」の歌詞を完成できなかったためであり、このことで山口は、他のメンバーに意思共有の方法などに関して、厳しく意見されたという。
山口は、本楽曲を最終的に完成させた日のエピソードをいくつかの場所で語っている。山口が本楽曲の歌詞執筆の休憩中にお茶を淹れたところ、茶柱が立っていることに気づき、その日のうちに歌詞を書き終えることが出来たという。また、この経験を基に急遽制作された楽曲が「茶柱」である。ちなみに、この時飲んでいた緑茶は、GEN GEN ANのものであり、以降バンドとは何度かコンテンツを共に制作している。
2019年6月19日、前作『sakanaction』から実に6年3か月という期間を経て、7枚目のアルバム『834.194』がリリースされた。

## 制作

### コンセプト
アルバム全体のコンセプトは「作為性と無作為性」、または「札幌と東京」であり、タイトルの『834.194』は、バンドが札幌時代に活動拠点としていたスタジオ・ビーポップと、現在レコーディングの際に使用している東京の青葉台スタジオを直線で結んだ距離（834.194km）に由来する。
各ディスクタイトルもこれらのスタジオに由来しており、DISC 1のタイトル「35 38 52 9000 / 139 41 39 3000」は、青葉台スタジオ、DISC 2のタイトル「43 03 18 9000 / 141 19 17 5000」は、スタジオ・ビーポップの座標と一致している。このことから、メンバーはそれぞれのディスクを「東京盤（DISC 1）」「札幌盤（DISC 2）」とも呼称している。
また、アルバムタイトルの公式な読みは、数字を1文字ずつ読んだ「はちさんよんいちきゅうよん」であるが、メンバーは「やみよいくよ（闇夜行くよ）」と読んでいる。ただし、あくまでタイトルの由来は、上記の通りであり「闇夜行くよ」とも読めることに関しては「偶然こうなった」と、山口は語っている。

### 制作環境と役割分担について
本アルバムでは、前作『sakanaction』の制作から引き続いて、草刈が産休を取り、復帰するまでは、デモ音源の作成などをメンバーの自宅で行うことが多かった。
2016年から2017年にかけては、自宅での制作環境をアップデートしたものとして、バンドのプライベートスタジオ「Silent Studio」を設立。本スタジオでは「陽炎」の制作などが行われたが、最終的にアルバムに収録された楽曲の中に、本スタジオで録音されたものはない。2018年に発表された「陽炎 -movie version-」やシングル曲以外の、本アルバムに向けて制作された新曲はすべて、青葉台スタジオやSoi Studioにて収録されている。
本アルバムのサウンドプロデュースは、青葉台スタジオのチーフエンジニア・浦本雅史が務めた。「新宝島」および「「聴きたかったダンスミュージック、リキッドルームに」」のレコーディングエンジニアには、同じく青葉台スタジオの土岐彩香が、浦本のアシスタントエンジニアには、吉井雅之が制作に関わっている。
浦本は、3枚目のアルバム『シンシロ』以降のすべてのアルバ、映像作品に携わっており、2015年から2016年にかけて開催されたツアー「SAKANAQUARIUM 2015-2016 "NF Records launch tour"」以降のライブでは、マニピュレーターも務めている。多くの現場を共にこなしてきただけでなく、レコーディング現場での雰囲気づくりなどでも大きな役割を担っていることから、山口は「サカナクションの6人目のメンバー」と表現している。
本アルバムの制作について浦本は、ライブでマニピュレーションを行った際に、新曲を聴いた観客の反応を目にすることができたおかげで、最終的な新曲の音作りをどうするかの決断が出来た、と語っており、これまでにバンドと関わる現場で多様な役割を担ってきたからこその貢献が出来たと振り返っている。

### 制作期間
本アルバムには、山口が17歳の時に制作した楽曲から、リリースの2か月ほど前に急遽制作された楽曲までが収録されている。もっとも古い曲は「セプテンバー」であり、これは山口が、サカナクションの前身バンド・ダッチマンが発足するよりもさらに前に1人で制作した楽曲である。
本アルバムで「セプテンバー」を2パターン収録したことについて山口は、かつて自分のためだけに「無作為的に」制作した本楽曲を、キャリアを重ねた現在の技術力だからこそ制作できる人に聴かれることを前提とした「作為的な」アレンジを施したバージョンのものと一緒に収録することで、アルバムのテーマを表現させる狙いがあったことを語っている。
山口は、本アルバムでもっとも制作が難航した楽曲は、最後から2番目に完成したリード曲「忘れられないの」であると語っている。アルバム制作における最後の難関を突破する手助けとなった経験として、2018年4月にラジオで松任谷由実と共演した際のエピソードを挙げている。
収録の合間の雑談で、かねてより「ポップスを作りたい」と相談をした山口に対して「完成した直後でも数十年後でもない、5年後に世間に理解、評価されるものがポップスであるという視点において、サカナクションはすでにそういった音楽を作ることが出来ている」と指摘されたことで、必要以上に万人受けを狙おうとせず、自分たちの好きな表現を追求してよいのだと安心でき、完成にこぎつけることができたと語っている。なお、楽曲の完成までに、歌詞を180パターン書いたと語っている。

### 他のミュージシャンとの共同制作
本アルバムでは、複数の楽曲の制作において、他のミュージシャンと共同で制作を行っている。DISC 1に収録された「モス」では、世武裕子がコーラスに参加している。世武は、これまでに山口と江島が2016年に参加したANREALAGEの2017年春夏パリ・コレクション「SILENCE」にて初披露された「ユリイカ」カバーバージョンをはじめ、様々な機会にバンドと共同制作を行っている。
青山翔太郎は、DISC 1の8曲目「ユリイカ (Shotaro Aoyama Remix)」以外にも「忘れられないの」「モス」で、楽器のアレンジを一部担当している。DISC 2に収録されたインスト曲「834.194」は、札幌出身のミュージシャン・Kuniyuki Takahashiとの共同で制作された。その他、ストリングスなどの一部楽器のレコーディングは、それぞれの楽器奏者に依頼をしている。

### 「SORATO」未収録の背景
バンドは、2016年に月面無人探査を競うコンテスト「Google Lunar X Prize」に参加していたプロジェクトの1つ「HAKUTO」のアンバサダーに就任し、応援ソングとして「moon」を制作した。当初は、プロジェクトの進行に合わせて、楽曲のリアレンジを繰り返すというコンセプトが設定されており、2017年には「moon」の進化系として、楽曲「SORATO」が発表された。本楽曲は、ミュージックビデオも制作され、当時はシングル曲と共にアルバムに収録される予定であった。
その後、勝者がないまま、2018年3月31日にコンテストの期限が終了したため「HAKUTO」のプロジェクトは途中で終了し、ispace社による日本初の民間月面探査プログラム「HAKUTO-R」に引き継がれることを発表した。
これを受け、バンドは「HAKUTO-R」の月面探査プロジェクトが進行・完結した際に再び、本楽曲のリアレンジを行い、それを今後のアルバムに収録するべきであると考えたことや、楽曲のテーマである「宇宙」を、本アルバムの「東京と札幌」というコンセプトに合わせにくかったことを理由に、発表当時、ラジオなどで公言していたアルバムへの収録を見送った。なお、本楽曲は、当初「東京」をコンセプトとしたDISC 1に収録予定であった。

## プロモーションとマーケティング

### アルバムに関する情報のリリース
アルバムのリリース情報、および2019年のツアータイトルが正式に発表されたのは、山口がメインパーソナリティを務める『サカナLOCKS!』2019年3月7日放送回であった。放送終了後、公式SNSなどでも情報が解禁され、特設サイトやアルバム宣伝専用のSNSアカウントの開設も発表された。しかし、3月28日に制作作業の遅延から、アルバムの発売延期を発表している。
当初のリリース日（4月24日）を少し過ぎた4月26日、先着予約・購入特典の内容が発表された。5月19日には、マスタリング作業の完了が公式SNSで報告され、5月24日には『サカナLOCKS!』にて、収録曲と商品展開に関する情報が発表された。また同日「忘れられないの」のオンエアも解禁されている。この他にも本番組では、5月から6月にかけて、本アルバムのリリース前の情報が少しずつ公開され、6月14日には「モス」のオンエアが解禁されている。
本アルバムのリリースツアーは、アルバムのリリース日を挟んで2度開催されており、これは自身初である。4月6日から6月14日にかけて、アルバムのリリース前に全国のアリーナを巡るツアー「SAKANAQUARIUM2019 "834.194" 6.1ch Sound Around Arena Session」を開催。本ツアーの千秋楽から5日後の6月19日、本アルバムがリリースされた。アルバムのリリースから約7か月後となる2020年1月18日より、全国のホールを巡る2度目のリリースツアー「SAKANAQUARIUM2020 "834.194 光"」をスタート。詳しくは、#ツアー・関連する公演の節を参照されたい。

#### 商品展開
本アルバムは、通常盤のほかに、完全生産限定盤A・完全生産限定盤Bの全3形態でリリースされた。完全生産限定盤は、特殊パッケージ仕様となるほか、ボーナストラックがダウンロードできるコードが封入されている（有効期限は2019年12月19日まで）。
付属のBlu-ray・DVDには、2017年に新木場スタジオコーストにて開催された「サカナクション デビュー10周年記念イベント "2007.05.09 - 2017.05.09" -LIVE AT STUDIO COAST 2017.05.09-」の映像が、MCとともに130分以上にわたって収録されている。また、完全生産限定盤Aにのみ、前作『sakanaction』以降に発表されたシングル6曲のミュージックビデオも収録されている。これら特典映像の曲目は、#収録内容を参照。
また、本アルバムは、自身のオリジナルアルバムでは初となる、シングルカットが行われている。「忘れられないの」「モス」の2曲を収録した両A面シングル「忘れられないの/モス」のリリースが、7月10日に発表された。本シングルは、当初は8センチCDでの1万枚限定リリースとアナウンスされていたが、近年では珍しくなった8センチCDという商品形態や、アートワークが話題を呼び、予約が殺到したため、リリースの発表からわずか3日後に追加生産が行われた。

### 大量のプロモーション
2019年、6年ぶりにオリジナルアルバムを発売したことにより、これまでにないほど多くのメディアに露出した。リリース日前日に出演したラジオ番組にて山口は、久しぶりのプロモーション活動に「勘が取り戻せていない」と話している。また、特に6月・7月にかけて大量の告知が積み重なった際は、SNSでファンに向けて「誰か情報をまとめて欲しい」とまで発言した。
また、こうした数々のプロモーションに加えて、バンドのオウンドメディアでもアルバムリリースに関連した企画を行った。6月22日には、同年3月に放送が終了したレギュラー番組『NFパンチ』の企画として、下北沢の路上にて、山口による告知なしの販売会兼サイン会が開催された。この模様は、後に番組の公式YouTubeチャンネルにアップロードされた。
本アルバムのリリースに伴い、いくつかのテレビ番組にて収録曲が披露された。6月21日放送のテレビ朝日『ミュージックステーション』では「忘れられないの」を披露。同日に公開された本楽曲のミュージックビデオの再現に挑戦し、話題を呼んだ。
7月6日放送のNHK総合『SONGS』第503回では「新宝島」「グッドバイ」「忘れられないの」を披露。本アルバムからのリカットシングル「忘れられないの/モス」がリリースされてから2日後の8月23日にも『ミュージックステーション』に再び出演し「モス」を披露。

### タイアップ
本アルバムは、多くの収録曲にタイアップがついている。アルバムのプロモーション期間には「ナイロンの糸」「忘れられないの」「ワンダーランド」「モス」のタイアップが発表され、それぞれの楽曲が使用されたCMや番組のオンエアが開始された。
| タイトル                                             | タイアップ |
| DISC 1「35 38 52 9000 / 139 41 39 3000」             | DISC 1「35 38 52 9000 / 139 41 39 3000」                                                                                |
| ---------------------------------------------------- | --- |
| 忘れられないの                                       | ソフトバンク music project「速度制限マン」篇 CMソング                                                                   |
| 陽炎                                                 | 映画『曇天に笑う』主題歌                                                                                                |
| 多分、風。                                           | 資生堂「ANESSA」CMソング                                                                                                |
| 多分、風。                                           | 「北海道マラソン」2022年テーマソング                                                                                    |
| 新宝島                                               | 映画『バクマン。』主題歌                                                                                                |
| 新宝島                                               | 日本テレビ系『ゴールデンまなびウィーク』2019年度・2020年度テーマソング                                                  |
| 新宝島                                               | ソフトバンク「5Gってドラえもん？シリーズ」CMソング                                                                      |
| モス                                                 | フジテレビ系木曜劇場『ルパンの娘』主題歌                                                                                |
| モス                                                 | TBS系『クイズ!オンリー1』オープニングテーマ                                                                             |
| 「聴きたかったダンスミュージック、リキッドルームに」 | ボッテガ・ヴェネタ 他「MIDNIGHT DAYDREAM」テーマソング                                                                  |
| DISC 2「43 03 18 9000 / 141 19 17 5000」             | |
| グッドバイ                                           | スクウェア・エニックス「ファイナルファンタジー ブレイブエクスヴィアス「ゲームは感情でできている」オムニバス篇」CMソング |
| ユリイカ                                             | 映画『ジャッジ!』エンディングテーマ                                                                                     |
| 蓮の花                                               | 映画『近キョリ恋愛』主題歌                                                                                              |
| 蓮の花                                               | 日本テレビ系ドラマ『近キョリ恋愛 〜Season Zero〜』主題歌                                                                |
| ナイロンの糸                                         | 大塚製薬「カロリーメイト「考えつづける人」篇」CMソング                                                                  |
| ナイロンの糸                                         | 大塚製薬「カロリーメイト「考えつづける液体」篇」CMソング                                                                |
| ナイロンの糸                                         | 花王香港「Essential Purify」CMソング                                                                                    |
| ワンダーランド                                       | TBS系『NEWS23』テーマソング                                                                                             |
| さよならはエモーション                               | 東進「2013全国統一高校生テスト 全国統一中学生テスト」CMソング                                                           |

## ミュージックビデオ

### 背景とリリース
本アルバムに収録された全18曲の中で、10曲のミュージックビデオが制作された。このうち「グッドバイ」「ユリイカ」「さよならはエモーション」「蓮の花」「新宝島」「多分、風。」は、先にそれぞれのシングルリリース時のプロモーションとして制作され「「聴きたかったダンスミュージック、リキッドルームに」」は、2017年にGINZA、MEN'S NON-NO、ボッテガ・ヴェネタとのコラボレーション企画「MIDNIGHT DAYDREAM」において、ドラマ映像が制作された。
本アルバムのプロモーションとして制作されたミュージックビデオは「ナイロンの糸」「忘れられないの」「モス」の3曲である。「ナイロンの糸」は山田智和が、「忘れられないの」は田中裕介が、「モス」は山口保幸が、それぞれ監督を務めた。この3人は、2018年11月末から12月初頭にかけて4日間開催された「SAKANAQUARIUM 2018 "魚図鑑ゼミナール" VISUAL LIVE SESSION」において「深海」「中層」「浅瀬」セクションの演出を担当し、本公演に向けてそれぞれの楽曲に合わせた映像を制作している。
その後、新たにミュージックビデオとしての映像が制作され、「ナイロンの糸」は2019年6月4日、「忘れられないの」は同年6月21日、「モス」は同年7月11日に公開された。なお「ナイロンの糸」には、カロリーメイト「考えつづける人」篇テレビCMの約3分半の映像が、「忘れられないの」には、YouTubeで活動する動画クリエイター・Drop Block Studioが制作したバージョンの映像が存在する。

また、本アルバムの収録曲では、ミュージックビデオの他にも、映像作品などのプロモーションとして「モス」「ワンダーランド」のライブパフォーマンスの様子を切り取った映像がアップロードされている。

### ミュージックビデオの内容
ナイロンの糸
都市の近海に飛び込む男性のショットから映像が始まり、男性が荒波の中を溺れそうになりながら泳ぐ様子と女性が緑色のネイルを塗る様子、またその2人が素肌を触れ合わせる様子を接写したショットなどで構成されている。砂漠をロケ地にしたカロリーメイトのCMとは対照的に、オリジナル版のミュージックビデオは「水と都市」をテーマとした作品となっている。
忘れられないの
1980年代前半の歌謡ショーをイメージした世界観の中で、全身白の衣装に身を包んだメンバーが演奏を行う様子をワンカットで納めている。ヤシの木、ビーチパラソル、白いビーチチェア、ハメコミ合成による摩天楼の空撮夜景等、当時のトレンドを連想させるアイテムが数多く登場している。サングラスに肩パット入りスーツという山口の出で立ちは、山口と同じ身長（167cm）でもあるオメガトライブ時代の杉山清貴を意識している。
映像には、山口を誘惑する水着の女性としてモデル・Amyや、歌詞と同じタイミングで「ガムを吐き捨てる」男のモデル・矢野崇人などの他に、楽曲のタイアップ先であるソフトバンクのテレビCM「速度制限マン」篇に登場した「速度制限マン」役の嶋田久作が同じ姿で登場している。
監督の田中は、2018年の「SAKANAQUARIUM2018 "魚図鑑ゼミナール" VISUAL LIVE SESSION」の演出としてバンドと関わった際に、当時山口が「忘れられないの」を80年代に連載されていた漫画『ハートカクテル』の世界観を参考にしながら制作しているという話を聴いていたため、本公演で仮完成した本楽曲を披露する際に使用した演出映像や、後にミュージックビデオを撮影する際も、80年代のイメージを踏襲した映像にこだわったと語っている。
モス
真っ白な空間に鎮座する繭のアップから映像が始まる。繭の全体が見えるまでカメラが引いた後は、約2分にわたってほぼ展開がなく、わずかに繭が揺れる様子が確認できるのみで、初めて観た者は、試聴環境によってはこれが実写なのかアニメなのか、CGなのかすらも判別がつきにくいものとなっている。
中盤、2番のサビに差し掛かった瞬間に突如として、繭の左側から人の腕が出現し、そこからゆっくりと全身を出していく。ここで初めて繭の中で眠っていたのが、山口であったことがわかる。繭から「生まれた」山口は、息を整えたあと、繭から少し離れた場所にあるドアから白い空間を出て、アパートの廊下に場面が切り替わる。
すると、同じタイミングでドアから出てきた井手上漠の演じる人物と目が合った所で映像が終わる。本ビデオに井手上漠が起用されたのは、井手上の生い立ちが本楽曲の仮タイトル、かつメインコンセプトである「マイノリティ」というテーマを体現していることなどが挙げられる。

### ミュージックビデオの評価
「忘れられないの」ミュージックビデオが、MTVジャパンが主催するその年の優れたミュージックビデオを表彰するアワード「MTV Video Music Awards Japan」にて、最優秀ダンスビデオ賞を受賞した。

## 音楽性と歌詞
本アルバムは、収録曲がDISC 1とDISC 2に分けられており、それぞれ音楽性が異なっている。DISC 1は、ポップでアッパー、かつダンスミュージックの要素が多くを占めるのに対し、DISC 2は、ノスタルジックでディープ、かつアナログな印象を感じさせる。

### DISC 1「35 38 52 9000 / 139 41 39 3000」
冒頭の「忘れられないの」は、AORが取り入れられている。このような楽曲を制作できるようになったのは、2016年ごろに設立したバンドのプライベートスタジオ「Silent Studio」で繰り返し演奏を研究してきたからとメンバーは語っている。2曲目の「マッチとピーナッツ」のコンセプトは、山口曰く、メロディはビージーズ、ジュディ・オング、歌詞はつげ義春をイメージしている。全編にわたって音が鳴っているシンセサイザーの音は、ミニモーグが使用されている。
3曲目からは「陽炎」「多分、風。」「新宝島」と、アッパーな曲が連続し「モス」でピークを迎える。メンバーの間での「モス」のイメージは、トーキング・ヘッズ、山本リンダ、90年代から2000年代のUKロック、C-C-Bを1:1:1:1で混ぜたものであるとしている。また、本楽曲のベースには、ヘフナー・500-1（1962年製）が使用されており、ライブにおいても同じものが使用されている。
7曲目の「「聴きたかったダンスミュージック、リキッドルームに」」は、2015年の草刈の産休中に制作された曲であり、エレキベースは全て岩寺によるテイクが使用されている。この点から、バンドの歴史における重要な曲であるとして、本アルバムに収録された。
8曲目「ユリイカ (Shotaro Aoyama Remix)」は、9枚目のシングルの表題曲「ユリイカ」を、東京出身のアーティストである青山翔太郎によってインスト的にリミックスされた楽曲である。9曲目の「セプテンバー -東京 version-」は、山口が10代の時に単独で制作した楽曲を、現在のバンドの音楽性に合わせて、リアレンジされている。

### DISC 2「43 03 18 9000 / 141 19 17 5000」
前半は「グッドバイ」「蓮の花」「ユリイカ」と、シングル曲が続く。4曲目の「ナイロンの糸」は、ローランド・TR-808が使用されている。5曲目の「茶柱」は、本アルバムの収録曲の中でも、特にミニマルな構成となっており、山口の歌、岡崎の弾くクラビアのNord Stage 2EX、札幌の蝉の声、そして札幌生まれのコントラバス奏者である瀬尾高志によるコントラバスの音で構成されている。
6曲目の「ワンダーランド」は、バンドとして初めてシューゲイザーを取り入れた楽曲である。曲の冒頭と終盤に特に大きくノイズが入っているが、イントロの前の音は北海道の雪を踏む足音であり、終盤の大音量のホワイトノイズの中に紛れて聞こえる音は、東京の街中で録った音であることが語られている。曲が始まってからおよそ34秒あたりで鳴るギターのサウンドは、江島によるテイクが使用されている。また、歌詞については「童貞・処女喪失」をテーマとしている。
7曲目には、シングル曲「さよならはエモーション」が収録され、8曲目の「834.194」は、インスト曲となっている。9曲目、アルバム最後の曲である「セプテンバー -札幌 version-」は、DISC 1の「セプテンバー -東京 version-」と同じ原曲を制作された当時に近いアレンジで仕上げられている。2つのバージョン共に、歌は同じテイクを使用している。本バージョンの最後の部分には、懐かしさや朴訥さを演出する意図で、NHKの時報などでも使用されている正弦波を加工した音が用いられている。

## アートワーク
本アルバムは「音楽ソフトのプロダクトとしての価値の拡張」をテーマとした商品の展開が行われ、アーティストデュオ・Nerhol（ネルホル）の作品2点が、アートワークのメインビジュアルとなっている。北海道の海と東京の海のそれぞれで撮影された大量の写真を積層し、それを彫り込んで制作された彫刻作品を改めて撮影した写真がジャケットとなっている。
それぞれ青を基調とした面と黄色を基調とした面があるが、どちらが表でどちらが裏であるかという設定はしていない。ただし、レーベルから販売する際のプロモーションのでは、青を基調とした面のほうが便宜上の表として扱われている。
歌詞カードのブックレットは、この作品2点の別角度から撮影された写真と文字のみというミニマルなデザインとなっている。また、本アルバムは、フィジカルでの販売において、通常盤と完全限定生産盤が展開されているが、ジャケットに使用されている写真は共通となっている。
本アルバムの歌詞カードでは、クレジット表記の欄において、バンドメンバーの後ろにギターやドラムといった担当楽器が具体的に表記されていない。このことについて、岩寺・草刈は、山口が作った原曲のアレンジを他のメンバー4人で進める際に、1人につき1つの楽器のみを担当することにこだわらず、これまで以上に4人があらゆる要素に各々の意見を反映させながら、アルバムを完成させたためであると語っている。

## 評価

### 批評
- ロッキング・オンの小川智宏は、本アルバムは「何度聴いても発見がある」といい「今まで一枚の絵として見ていたものが、実は奥行きも高さも持った立体像であったことに気づくようなアルバム」と評した。「時間と空間の移ろいの中で変化し続ける音楽的有機体としてのサカナクションの全体像を、サカナクション自身が初めて具体化して提示するアルバム」とも語った[128]。
- Real Soundの森朋之は、DISC 1には洗練されたダンサブルな楽曲が、DISC 2にはサカナクションの深遠な精神性が堪能できる楽曲が収録されていると指摘し、前作以降のバンドのストーリーを一大叙事詩に発展させた大作と評した[129]。
- 批評家のimdkmは、本アルバムを「バンド結成の地である札幌と現在活動の拠点とする東京というふたつの時代／都市を対比させたコンセプトが貫かれた一作」と評価。「AORやシティポップを参照しつつ、洗練された "洋楽" 的ポップスへと向かうのでなく、いなたさをためらいなくポップに提示する手際」がバンドらしいとした。また、本アルバムは「コンセプトアルバムとしてきわめて周到に、整合性のあるつくりになっている」が「モス」や「忘れられないの」といった新曲が自ずと放っている魅力に対して「これらのコンセプトはいささか蛇足だ」と語った[130]。
- 音楽雑誌『MUSICA』では、2019年7月号における「Disc of the Month」の国内盤として、本アルバムを選出した。ここに記された批評の一つとして、小野島大は「収録曲全体の半数以上がシングルとして既にリリースされているにもかかわらず、明確なテーマ・ストーリーをもった1つのアルバムとして見事に纏まっている」と評しており、特にDISC 2後半の「ワンダーランド」「さよならはエモーション」「834.194」の流れを例に取り、シングル曲もアルバムに組み込まれることで、新たな意味をもつようになった、と語っている[131]。
- また、同誌の2020年1月号における2019年の音楽シーンを振り返る特集「THE YEAR IN MUSIC 2019」において、鹿野淳と編集長の有泉智子は、ONE OK ROCK『Eye of the Storm』、SEKAI NO OWARI『Eye』『Lip』と合わせて、批評を行っている。3バンドが2010年の初頭にその後大きく注目されるきっかけとなったシングルをリリースした[注 3]ことを踏まえ、2010年代の音楽シーンを象徴する立ち位置にまで昇りつめたバンドによる、ここ10年の時代を総括するアルバムであると評している[132]。
- 『ミュージックマガジン』2021年3月号掲載の「特集 [決定版] 2010年代の邦楽アルバム・ベスト100」にて、第90位に選ばれている[133]。

### 受容とチャート成績
オリコンの調査によると、本アルバムは、初日に44,284枚を売り上げ、デイリーランキングで2位を獲得した後、初週で81,261枚を売り上げ、7月1日付の週間チャートランキングでも2位を記録した。同週の週間デジタルアルバムランキングでは、11,123DLを記録し、1位、週間ROCKアルバムランキングにおいても1位、そしてフィジカルでの売り上げとストリーミング再生数・ダウンロード数を合計した週間合算アルバムランキングでは、2位を獲得した。
また、週間アルバムランキングでのチャートイン2週目（2019年6月第4週）には、14,710枚を売り上げ、9位を記録。トップ10を維持した。その後、8月第1週には34位にまで順位を下げたものの、8月第2週および第3週で若干の回復を見せている。また、同年6月分のアルバム月間チャートでは4位、月間ROCKアルバムランキングでは1位、2019年のアルバム年間ランキングでは29位を記録した。
Billboard JAPAN「Top Albums Sales」では、2019年7月1日付のチャートにて、売上枚数82,500枚を記録し、2位で初登場した。同週は「Hot Albums」でも2位に初登場し、ダウンロード数を計測する「Download Albums」では、1位を獲得した。また「Download Albums」においても、8月19日付のチャートで15位を記録した後、9月9日付のチャートで9位にまで、再び順位を上げた。
セールスを記録したことについて、Billboard JAPANの栗本斉は、リード曲「忘れられないの」での話題作りが、アルバムへの注目を集めた大きな要因であると分析している。2019年の「Top Albums Sales」年間ランキングでは25位、「Hot Albums」年間ランキングでは17位、「Download Albums」年間ランキングでは16位を記録した。
TSUTAYAの2019年度年間レンタルCDランキングのアルバム部門では19位、タワーレコードが2019年12月2日に発表した「2019 ベストセラーズ」邦楽アルバムTOP20では9位、HMVが2019年11月29日に発表した年間ランキング「HMV BEST OF 2019」では16位を記録した。
配信サイト・moraの2019年年間人気アルバムランキングでは15位、レコチョクの年間ランキング2019では、アルバムランキングにおいて、47位にランクインした。また、これを踏まえ、レコチョクにおける同年のアーティストランキングでは、サカナクションが50位にランクインしている。
日本レコード協会によるゴールドディスク認定では、10万枚以上フィジカルとして出荷されたとして、2019年6月に認定を受けている。

### 受賞
| 年     | 音楽賞               | 結果 | 出典    |
| ------ | -------------------- | ---- | ------- |
| 2020年 | 第12回CDショップ大賞 | 入賞 | [ 137 ] |

## 収録内容
本アルバムは、CD2枚組でともに9曲ずつ、合計18曲が収録されている。両ディスクとも、8曲目にインスト曲、またはインスト曲に近い形にアレンジされた楽曲が、9曲目には山口と岩寺が所属していた前身バンド・ダッチマン時代の楽曲「セプテンバー」をリアレンジした楽曲が収録されている。リード曲は、DISC 1の1曲目「忘れられないの」。
| 全作詞・作曲: 山口一郎、全編曲: サカナクション。 |                                                          |           |            |                                        |      |
| #                                                | タイトル                                                 | 作詞      | 作曲・編曲 | 録音・ミックス（またはリミックス）     | 時間 |
| 1.                                               | 「忘れられないの」                                       | 山口一郎  | 山口一郎   | 浦本雅史                               | 3:58 |
| 2.                                               | 「マッチとピーナッツ」                                   | 山口一郎  | 山口一郎   | 浦本雅史・吉井雅之（録音のみ）         | 4:30 |
| 3.                                               | 「陽炎」                                                 | 山口一郎  | 山口一郎   | 浦本雅史                               | 4:33 |
| 4.                                               | 「多分、風。」                                           | 山口一郎  | 山口一郎   | 浦本雅史                               | 4:52 |
| 5.                                               | 「新宝島」                                               | 山口一郎  | 山口一郎   | 土岐彩香（録音）・浦本雅史（ミックス） | 5:05 |
| 6.                                               | 「モス」                                                 | 山口一郎  | 山口一郎   | 浦本雅史・吉井雅之（録音のみ）         | 4:05 |
| 7.                                               | 「「聴きたかったダンスミュージック、リキッドルームに」」 | 山口一郎  | 山口一郎   | 土岐彩香（録音）・浦本雅史（ミックス） | 3:56 |
| 8.                                               | 「ユリイカ (Shotaro Aoyama Remix)」                      | 山口一郎  | 山口一郎   | 青山翔太郎（リミックス）               | 6:41 |
| 9.                                               | 「セプテンバー -東京 version-」                          | 山口一郎  | 山口一郎   | 浦本雅史                               | 4:54 |
| 合計時間:                                        | 合計時間:                                                | 合計時間: | 42:34      |                                        |      |

| 全作詞・作曲: 山口一郎、全編曲: サカナクション。 |                                 |                   |                |                                |      |
| #                                                | タイトル                        | 作詞              | 作曲・編曲     | 録音・ミックス                 | 時間 |
| 1.                                               | 「グッドバイ」                  | 山口一郎          | 山口一郎       | 浦本雅史                       | 4:43 |
| 2.                                               | 「蓮の花」                      | 山口一郎          | 山口一郎       | 浦本雅史                       | 4:45 |
| 3.                                               | 「ユリイカ」                    | 山口一郎          | 山口一郎       | 浦本雅史                       | 5:37 |
| 4.                                               | 「ナイロンの糸」                | 山口一郎          | 山口一郎       | 浦本雅史                       | 5:08 |
| 5.                                               | 「茶柱」                        | 山口一郎          | 山口一郎       | 浦本雅史                       | 3:46 |
| 6.                                               | 「ワンダーランド」              | 山口一郎          | 山口一郎       | 浦本雅史                       | 4:54 |
| 7.                                               | 「さよならはエモーション」      | 山口一郎          | 山口一郎       | 浦本雅史（録音のみ）・土岐彩香 | 4:19 |
| 8.                                               | 「834.194」                     | 山口一郎 [ 注 4 ] | サカナクション | 浦本雅史（録音のみ）・高橋邦之 | 7:11 |
| 9.                                               | 「セプテンバー -札幌 version-」 | 山口一郎          | 山口一郎       | 浦本雅史                       | 5:38 |
| 合計時間:                                        | 合計時間:                       | 合計時間:         | 46:01          |                                |      |

| #         | タイトル                                | 作詞      | 作曲・編曲 | リミックス | 時間 |
| --------- | --------------------------------------- | --------- | ---------- | ---------- | ---- |
| 1.        | 「years (Setsuya Kurotaki "NF Remix")」 | 山口一郎  | 山口一郎   | 黒瀧節也   | 5:23 |
| 合計時間: | 合計時間:                               | 合計時間: | 5:23       |            |      |

| #         | タイトル                                                    | 作詞      | 作曲・編曲 | ファン投票人気ランキング |
| --------- | ----------------------------------------------------------- | --------- | ---------- | ------------------------ |
| 1.        | 「OPENING」(（「Ame(B)」の冒頭部分のみ）)                   | 山口一郎  | 山口一郎   | （原曲は33位）           |
| 2.        | 「涙ディライト」(照明・平山和裕リクエスト)                  | 山口一郎  | 山口一郎   | 30位                     |
| 3.        | 「ネプトゥーヌス」(山口一郎リクエスト)                      | 山口一郎  | 山口一郎   | 22位                     |
| 4.        | 「YES NO」(楽器（ローディ）リクエスト)                      | 山口一郎  | 山口一郎   | 43位                     |
| 5.        | 「アムスフィッシュ」(岩寺基晴リクエスト)                    | 山口一郎  | 山口一郎   | 25位                     |
| 6.        | 「ドキュメント」(岡崎絵美リクエスト)                        | 山口一郎  | 山口一郎   | 21位                     |
| 7.        | 「フクロウ」(インテリアデザイナー・片山正通リクエスト)      | 山口一郎  | 山口一郎   | 15位                     |
| 8.        | 「スプーンと汗」(太宰府天満宮 権宮司・西高辻信宏リクエスト) | 山口一郎  | 山口一郎   | （不明）                 |
| 9.        | 「enough」(スタイリスト・北澤"momo"寿志リクエスト)          | 山口一郎  | 山口一郎   | （不明）                 |
| 10.       | 「エンドレス」                                              | 山口一郎  | 山口一郎   | 5位                      |
| 11.       | 「三日月サンセット」                                        | 山口一郎  | 山口一郎   | 4位                      |
| 12.       | 「ナイトフィッシングイズグッド」                            | 山口一郎  | 山口一郎   | 3位                      |
| 13.       | 「白波トップウォーター」                                    | 山口一郎  | 山口一郎   | 2位                      |
| 14.       | 「目が明く藍色」                                            | 山口一郎  | 山口一郎   | 1位                      |
| 15.       | 「「聴きたかったダンスミュージック、リキッドルームに」」    | 山口一郎  | 山口一郎   | 20位                     |
| 16.       | 「グッドバイ」                                              | 山口一郎  | 山口一郎   | 13位                     |
| 合計時間: | 合計時間:                                                   | 合計時間: | 135:00     |                          |

| #         | タイトル                   | 作詞      | 作曲・編曲 | 監督           | 時間 |
| --------- | -------------------------- | --------- | ---------- | -------------- | ---- |
| 1.        | 「グッドバイ」             | 山口一郎  | 山口一郎   | Yukihiro Shoda | 4:47 |
| 2.        | 「ユリイカ」               | 山口一郎  | 山口一郎   | 山口保幸       | 5:38 |
| 3.        | 「さよならはエモーション」 | 山口一郎  | 山口一郎   | 田中裕介       | 4:23 |
| 4.        | 「蓮の花」                 | 山口一郎  | 山口一郎   | 山口保幸       | 4:48 |
| 5.        | 「新宝島」                 | 山口一郎  | 山口一郎   | 田中裕介       | 5:08 |
| 6.        | 「多分、風。」             | 山口一郎  | 山口一郎   | 田中裕介       | 4:54 |
| 合計時間: | 合計時間:                  | 合計時間: | 29:40      |                |      |

## ツアー・関連する公演
2019年3月7日、アルバムリリースが発表された当時は、2019年のツアー中にアルバムがリリースされる予定だったため、本ツアーは「アルバムを聴かずに観る公演」と「聴いてから観る公演」の両方を体験できる特徴があることを山口は語っていた。しかし、リリース日は延期となったため、2019年のツアーは、全公演が「アルバムを聴かずに観るライブ」となったが、2020年に新たなアルバムツアーが開催されている。

### SAKANAQUARIUM2019 "834.194" 6.1ch Sound Around Arena Session
アルバムのタイトルを冠したツアー「SAKANAQUARIUM2019 "834.194" 6.1ch Sound Around Arena Session」が、2019年4月6日から6月14日にかけて開催された。全国7都市のアリーナで10公演開催され、300発以上のスピーカーによる6.1chサラウンド音響が採用されるなど、自身最大規模のツアーとなった。

#### 追加公演と中国へのメディア展開
4月27日、中国での追加公演が発表され、本公演のプロモーションに合わせて、Weiboのバンド公式アカウントが開設された。アルバムリリース後の6月28日に上海のModern Sky LAB、6月30日に深圳のA8 Liveにて開催された。なお、この2公演はサラウンド音響ではなく、一般的なステレオ音響での公演であるため、ツアータイトルは「SAKANAQUARIUM2019 "834.194"」となっており「6.1ch Sound Around Arena Session」の部分はない。

#### テレビ放送
国内でのツアー千秋楽となった愛知公演の様子が、WOWOWライブにて2019年9月22日に放送された。番組では、山口が本ツアーを振り返るインタビューも合わせて放送された。

#### アリーナツアーの映像作品化
2019年のツアー千秋楽となった愛知公演の様子を収録した映像作品が『SAKANAQUARIUM 2019 "834.194" 6.1ch Sound Around Arena Session -LIVE at PORTMESSE NAGOYA 2019.06.14-』というタイトルで、2020年1月15日にNF Recordsよりリリースされた。本作は、完全生産限定盤（Blu-ray・DVD）と通常盤（Blu-ray・DVD）の合計4形態でリリースされた。Blu-rayでは、完全生産限定盤・通常盤ともにライブ本編の音声を2chステレオとドルビーアトモスの2種類で収録している。
| #         | タイトル                                                                           | 作詞     | 作曲・編曲  |
| --------- | ---------------------------------------------------------------------------------- | -------- | ----------- |
| 1.        | 「セプテンバー (Acoustic)」                                                        | 山口一郎 | 山口一郎    |
| 2.        | 「Opening (000.000～834.194)」                                                     | -        | sakanaction |
| 3.        | 「アルクアラウンド」                                                               | 山口一郎 | 山口一郎    |
| 4.        | 「夜の踊り子」                                                                     | 山口一郎 | 山口一郎    |
| 5.        | 「陽炎」                                                                           | 山口一郎 | 山口一郎    |
| 6.        | 「モス」                                                                           | 山口一郎 | 山口一郎    |
| 7.        | 「Aoi」                                                                            | 山口一郎 | 山口一郎    |
| 8.        | 「さよならはエモーション」                                                         | 山口一郎 | 山口一郎    |
| 9.        | 「ユリイカ」                                                                       | 山口一郎 | 山口一郎    |
| 10.       | 「years」                                                                          | 山口一郎 | 山口一郎    |
| 11.       | 「ナイロンの糸」                                                                   | 山口一郎 | 山口一郎    |
| 12.       | 「蓮の花」                                                                         | 山口一郎 | 山口一郎    |
| 13.       | 「忘れられないの」                                                                 | 山口一郎 | 山口一郎    |
| 14.       | 「マッチとピーナッツ」                                                             | 山口一郎 | 山口一郎    |
| 15.       | 「ワンダーランド」                                                                 | 山口一郎 | 山口一郎    |
| 16.       | 「INORI」                                                                          | -        | sakanaction |
| 17.       | 「moon」                                                                           | -        | sakanaction |
| 18.       | 「ミュージック」                                                                   | 山口一郎 | 山口一郎    |
| 19.       | 「新宝島」                                                                         | 山口一郎 | 山口一郎    |
| 20.       | 「アイデンティティ」                                                               | 山口一郎 | 山口一郎    |
| 21.       | 「多分、風。」                                                                     | 山口一郎 | 山口一郎    |
| 22.       | 「セプテンバー -札幌 version-」                                                    | 山口一郎 | 山口一郎    |
| 23.       | 「『バッハの旋律を夜に聴いたせいです。』」                                         | 山口一郎 | 山口一郎    |
| 24.       | 「夜の東側」                                                                       | 山口一郎 | 山口一郎    |
| 25.       | 「グッドバイ」(ライブの演出として、公演のクレジットロールがステージ上に流れている) | 山口一郎 | 山口一郎    |
| 合計時間: | 合計時間:                                                                          | 132:43   |             |

| #         | タイトル   | 作詞 | 作曲・編曲 | 時間 |
| --------- | ---------- | ---- | ---------- | ---- |
| 1.        | 「CREDIT」 |      |            | 4:50 |
| 合計時間: | 合計時間:  | 4:50 |            |      |

| #         | タイトル                                                                | 作詞  | 作曲・編曲 | 時間  |
| --------- | ----------------------------------------------------------------------- | ----- | ---------- | ----- |
| 1.        | 「ドキュメント」                                                        |       |            | 22:56 |
| 2.        | 「第一幕「Ame(C)」～第二幕「変容」Visual Effects & Binaural Recording」 |       |            | 24:07 |
| 合計時間: | 合計時間:                                                               | 47:18 |            |       |

本作のリリース日の前後には『サウンド&レコーディング・マガジン』主催のイベントが、御茶ノ水Rittor Baseにて2度開催され、江島・草刈や制作に関わったレコーディングエンジニアの浦本雅史が登壇した。さらに、バンドの映像作品では、本作に初めて採用されたドルビーアトモス音響を体験できるブースが、秋葉原・ONKYO BASEにて、2020年2月1日から24日まで開設された。
今作の映像編集、およびパッケージデザインは、ツアーの演出映像を制作した田中裕介が、引き続き担当した。パッケージのデザインは、今作のリリース直後にスタートする本アルバムの2度目のリリースツアー「SAKANAQUARIUM2020 "834.194 光"」のテーマである「834.194を振り返る」という概念を表現している。

### SAKANAQUARIUM2020 "834.194 光"
本アルバムを引っ提げたツアー「SAKANAQUARIUM2020 "834.194 光"」が、2020年1月18日から2月26日にかけて開催された。全国のアリーナにて開催された2019年のツアーに対して、こちらは全国のホールを回るツアーとなっている。
ツアーのコンセプトである「光」は、2019年に「あいちトリエンナーレ2019」の音楽プログラムの1つとして、バンドが開催した音楽プログラム「暗闇 KURAYAMI」と対となっている。
2019年8月24日に開催が発表された当初は、4月12日までの12会場23公演を開催する予定であったが、新型コロナウイルス感染症の感染拡大を受け、石川公演以降の開催を延期を余儀なくされた。その後、再開に向け、数度の延期を重ねたものの、最終的に23公演中後半の11公演は開催中止となった。

#### 追加公演「SPEAKER +」
本ツアーの追加公演が、2019年12月27日に発表され、特設サイトのリンクが公開された。当初は5月1日・2日にぴあアリーナMM、5月8日に大阪城ホールにて開催予定であったが、本ツアーのホール公演と同じく、新型コロナウイルス感染症の感染拡大による影響で、開催の見合わせが発表された。
以降、バンドは振替日程の調整を続けてきたものの、当面の開催は不可能と判断したため、2020年5月1日20時ごろに全3公演の中止が発表された。自身のライブツアーで全公演が中止になった企画は、これが初めてである。

#### ツアー開催延期・中止とその対応について
2019年末から世界各地で流行している新型コロナウイルス感染症の影響が最初に出たのは、2020年2月18日・19日の愛知公演で、本ツアーの公式グッズの会場への到着が中国での生産ライン・物流停止の影響を受け、先行販売開始までに間に合わない事態が発生した。
その後、当初は十分な感染対策を行った上で、予定通り開催する方針であったが、2月26日に政府からイベントの開催の必要性を検討するよう要請されたことを受け、当日中に石川・広島・神戸での6公演の延期が発表された。
ツアーの休止が決定して以降、振り替え日程の発表やチケットの再販売を行い、ツアー再開に向けた対応を進めた他、様々な規模のライブ代替企画を企画した。
バンドがこれまでにリリースしたライブ映像作品のYouTube上での配信や、山口によるSNSを用いたファンや他のクリエイターとの交流活動などが行われる傍ら、7月から10月にかけてツアーを再開できるよう調整していたものの、夏になっても感染症の影響がおさまることはなく最終的には全ての公演が中止となった。
なお、有観客のツアー再開中止が発表された後の2020年8月15日・16日には、バンド史上初となる無観客のライブストリーミング公演「SAKANAQUARIUM 光 ONLINE」が配信された。
また、コロナ禍でライブが開催できなくなったことにより、収入が減ったスタッフへの支援活動も積極的に行った。2020年3月に「NICE ACTION」と呼ばれるファンからの寄付金を受け入れるシステムを開始したほか、中止となったアリーナ公演で販売予定だったライブグッズや新たに制作した映像作品集『LIVE FISH -COMPLETE BOX-』の売上を「チームサカナクション」の支援金として使用する取り組みも行われた。

## クレジット

### サカナクション
過去のシングルCDのライナーノーツなどによる。
- 山口一郎 - ギター・ボーカル・コーラス
- 岩寺基晴 - ギター・ベース[168]・コーラス
- 草刈愛美 - ベース・コーラス
- 岡崎英美 - キーボード・コーラス
- 江島啓一 - ドラム・ギター[124]・コーラス

### レコーディング
特記ない限り、CDのライナーノーツによる。
忘れられないの
Cooperative Synthesizer & Percussion Arrangement - 青山翔太郎
ヴァイオリン - 山本理紗、須原杏
ヴィオラ - 村田泰子
チェロ - 遠藤益民
マッチとピーナッツ
ヴァイオリン - 山本理紗、須原杏
ヴィオラ - 村田泰子
チェロ - 遠藤益民
コーラス - 世武裕子
新宝島
Cooperative Keyboard Arrangement - 冨田謙
モス
Cooperative Synthesizer & Percussion Arrangement - 青山翔太郎
パーカッション - 出田寿一
トランペット - タブゾンビ
テナー & バリトンサクソフォーン - 栗原健
トロンボーン - 滝本尚史
ナイロンの糸
ユーフォニアム & フリューゲルホルン - 権藤知彦
茶柱
コントラバス - 瀬尾高志
ワンダーランド
フィールド・レコーディング- Yasuhito Izutsu
- Record & Mixed - Aobadai Studio & Soi Studio
- Assistant Engineer - Masayuki Yoshii (Aobadai Studio), Tetsuro Sawamoto (Aobadai Studio), Miyuki Nakamura (Aobadai Studio), Konoka Munekata (Aobadai Studio)
- Instrumental Technician - Ryoji Tamura (MOBY DICK), KazuyaTakeda (MOBY DICK), Kentaro Seki (TEAM ACTIVE)
- Drum Technician - Yoshio Arimatsu
- Mastered - Kotaro Kojima (FLAIR)

### CDのアートワーク
- カバーアートワーク - Nerhol
- アートディレクション & デザイン - 田中義久
- 水中写真撮影 - 西塁（NF）
- アートワーク撮影 - Hiroshi Manaka

### ミュージックビデオのクレジット
ナイロンの糸
忘れられないの・モス

### アリーナーツアーのクレジット
特記ない限り、ライブ映像内のクレジットによる。
- プロデューサー - 野村達矢（NF Records/ヒップランドミュージック）
- アーティストマネージャー - 熊木勇人、関口香菜（NF Records/ヒップランドミュージック）

ステージ運営
- 舞台監督 - 増田崇（ヒップランドミュージック）
- サラウンド・ラウンド・ミキサー & マニピュレーター - 浦本雅史（Soi Co.,Ltd）
- 音響（FOH）- 佐々木幸雄
- 音響システムデザイン - 武井一雄
- 照明 - 平山和弘（BAGS GROOVE）

演出用映像
- 映像監督 - 田中裕介（CAVIAR）
- 出演 - 琉花（etrenne）、アオイヤマダ、水島さとり
- 振付とダンサー - air:man

ステージ演出
- スタイリスト - 三田真一（KiKi inc.）
- ヘア&メイクアップ・アーティスト - 根本亜沙美
- リキッド・ライティング - 助川貞義（OVERHEADS）
- ビジュアル・プログラミング&CGデザイン - Rhizomatiks
- 広告・グッズデザイン - 平林奈緒美

映像作品化
- 撮影監督 - Shinya Yamada
- ミキシング&マスタリングエンジニア - 浦本雅史（Soi Co.,Ltd）
- 監督 - 田中裕介（CAVIAR）

## チャート・認定と売り上げ

### チャート
| チャート                                                     | 順位                | 出典                |
| アルバム『834.194』                                          | アルバム『834.194』 | アルバム『834.194』 |
| ------------------------------------------------------------ | ------------------- | ------------------- |
| 日本・オリコンCDアルバムチャート                             | 2                   | [ 統計 8 ]          |
| 日本・オリコンデジタルアルバムチャート                       | 1                   | [ 統計 9 ]          |
| 日本・オリコンROCKアルバムチャート                           | 1                   | [ 統計 10 ]         |
| 日本・オリコン合算アルバムチャート                           | 2                   | [ 統計 11 ]         |
| 日本・Billboard JAPAN Hot Albums                             | 2                   | [ 統計 1 ]          |
| 日本・Billboard JAPAN Download Albums                        | 1                   | [ 統計 2 ]          |
| 日本・Billboard JAPAN Top Albums Sales                       | 2                   | [ 統計 3 ]          |
| 楽曲「忘れられないの」                                       |                     |                     |
| 日本・Billboard JAPAN Hot 100                                | 5                   | [ 統計 27 ]         |
| 日本・Billboard JAPAN Download Songs                         | 4                   | [ 統計 28 ]         |
| 日本・Billboard JAPAN Streaming Songs                        | 5                   | [ 統計 29 ]         |
| 楽曲「マッチとピーナッツ」                                   |                     |                     |
| 日本・Billboard JAPAN Streaming Songs                        | 40                  | [ 統計 29 ]         |
| 楽曲「モス」                                                 |                     |                     |
| 日本・Billboard JAPAN Hot 100                                | 58                  | [ 統計 30 ]         |
| 日本・Billboard JAPAN Download Songs                         | 49                  | [ 統計 31 ]         |
| 日本・Billboard JAPAN Streaming Songs                        | 24                  | [ 統計 32 ]         |
| 楽曲「「聴きたかったダンスミュージック、リキッドルームに」」 |                     |                     |
| 日本・Billboard JAPAN Streaming Songs                        | 76                  | [ 統計 29 ]         |
| 楽曲「ナイロンの糸」                                         |                     |                     |
| 日本・Billboard JAPAN Hot 100                                | 53                  | [ 統計 33 ]         |
| 日本・Billboard JAPAN Download Songs                         | 23                  | [ 統計 34 ]         |
| 楽曲「セプテンバー」                                         |                     |                     |
| 日本・Billboard JAPAN Streaming Songs                        | 68                  | [ 統計 29 ]         |

| 現在、技術上の問題で一時的にグラフが表示されなくなっています。 |                                                                |
|                                                                | 現在、技術上の問題で一時的にグラフが表示されなくなっています。 |

| 現在、技術上の問題で一時的にグラフが表示されなくなっています。 |                                                                |
|                                                                | 現在、技術上の問題で一時的にグラフが表示されなくなっています。 |

| チャート                           | 順位                | 出典                |
| アルバム『834.194』                | アルバム『834.194』 | アルバム『834.194』 |
| ---------------------------------- | ------------------- | ------------------- |
| 日本・オリコンCDアルバムチャート   | 4                   | [ 統計 12 ]         |
| 日本・オリコンROCKアルバムチャート | 1                   | [ 統計 13 ]         |

| チャート                               | 順位                | 出典                |
| アルバム『834.194』                    | アルバム『834.194』 | アルバム『834.194』 |
| -------------------------------------- | ------------------- | ------------------- |
| 日本・オリコンCDアルバムランキング     | 29                  | [ 統計 14 ]         |
| 日本・Billboard JAPAN Hot Albums       | 17                  | [ 統計 4 ]          |
| 日本・Billboard JAPAN Download Albums  | 16                  | [ 統計 5 ]          |
| 日本・Billboard JAPAN Top Albums Sales | 25                  | [ 統計 6 ]          |
| 楽曲「忘れられないの」                 |                     |                     |
| 日本・Billboard JAPAN Hot 100          | 75                  | [ 統計 58 ]         |

| チャート                                      | 順位                                    | 出典                                    |
| Blu-ray『SAKANAQUARIUM 2019 "834.194"』       | Blu-ray『SAKANAQUARIUM 2019 "834.194"』 | Blu-ray『SAKANAQUARIUM 2019 "834.194"』 |
| --------------------------------------------- | --------------------------------------- | --------------------------------------- |
| 日本・オリコン週間ミュージックBlu-rayチャート | 3                                       | [ 統計 59 ]                             |
| DVD『SAKANAQUARIUM 2019 "834.194"』           |                                         |                                         |
| 日本・オリコン週間ミュージックDVDチャート     | 6                                       | [ 統計 60 ]                             |

### ゴールド等認定
| 国                  | 認定年月            | 認定団体            | 認定                | 売り上げ            | 出典                |
| アルバム『834.194』 | アルバム『834.194』 | アルバム『834.194』 | アルバム『834.194』 | アルバム『834.194』 | アルバム『834.194』 |
| ------------------- | ------------------- | ------------------- | ------------------- | ------------------- | ------------------- |
| 日本                | 2019年6月           | RIAJ                | ゴールド （CD）     | 10万+               | [ 統計 15 ]         |

## 解禁日と発売日一覧
| 国・地域 | 発売/発信元                                          | 発売日・解禁日 | 規格 | 規格品番・リクエストナンバー・備考             |
| -------- | ---------------------------------------------------- | -------------- | --- | ---------------------------------------------- |
| 日本     | ソフトバンク                                         | 2019年3月23日  | テレビCM SoftBank music project「速度制限マン」編 カロリーメイト「考えつづける人」篇                                                    | N/A                                            |
| 日本     | JFN・TOKYO FM 『SCHOOL OF LOCK!』                    | 2019年5月24日  | ラジオプレミア 忘れられないの（フル尺）                                                                                                 | N/A                                            |
| 日本     | NF Records（Victor Entertainment）                   | 2019年6月5日   | ミュージックビデオ ナイロンの糸 | N/A                                            |
| 日本     | JFN・TOKYO FM 『SCHOOL OF LOCK!』                    | 2019年6月14日  | ラジオプレミア モス（フル尺） | O.A.は2019年のサラウンドツアー最終公演の直後。 |
| 日本     | NF Records（Victor Entertainment）                   | 2019年6月19日  | アルバムCD - 2CD+Blu-ray（完全生産限定版A） - 2CD+DVD（完全生産限定版B） - 2CD（通常盤）                                                | - VIZL-1590 - VIZL-1591 - VICL-65194           |
| 世界     | NF Records（Victor Entertainment）                   | 2019年6月19日  | デジタル・ダウンロード | N/A                                            |
| 日本     | NF Records（Victor Entertainment）                   | 2019年6月21日  | ミュージックビデオ 忘れられないの | N/A                                            |
| 日本     | NF Records（Victor Entertainment）                   | 2019年6月27日  | ミュージックビデオ モス | N/A                                            |
| 台湾     | ロックレコード                                       | 2019年6月28日  | アルバムCD - 2CD+DVD（台灣限定包裝初回盤）                                                                                              | GUT2554/5                                      |
| 日本     | NF Records（Victor Entertainment）                   | 2019年7月6日   | レンタルCD | VICL-65194                                     |
| 韓国     | NHNバッグス（J-Box Entertainment）                   | 2019年7月17日  | デジタル・ダウンロード | N/A                                            |
| 日本     | NF Records（Victor Entertainment） Drop Block Studio | 2019年8月9日   | ミュージックビデオ 忘れられないの (Drop Block Studio Cover Version)                                                                     | N/A                                            |
| 日本     | NF Records（Victor Entertainment）                   | 2019年8月21日  | 8cmCDシングル 「忘れられないの/モス」シングルリカット                                                                                   | VIDL-30565                                     |
| 日本     | NF Records（Victor Entertainment）                   | 2020年1月15日  | ライブBlu-ray・DVD - Blu-ray（完全生産限定盤：Blu-ray） - 2DVD（完全生産限定盤：DVD） - Blu-ray（通常盤：Blu-ray） - DVD（通常盤：DVD） | - VIXL-298 - VIZL-1725 - VIXL-299 - VIBL-976   |